# Kebakalan (Karanggayam)
Kebakalan is een bestuurslaag in het regentschap Kebumen van de provincie Midden-Java, Indonesië. Kebakalan telt 2436 inwoners (volkstelling 2010).